# Màquina d'Atwood

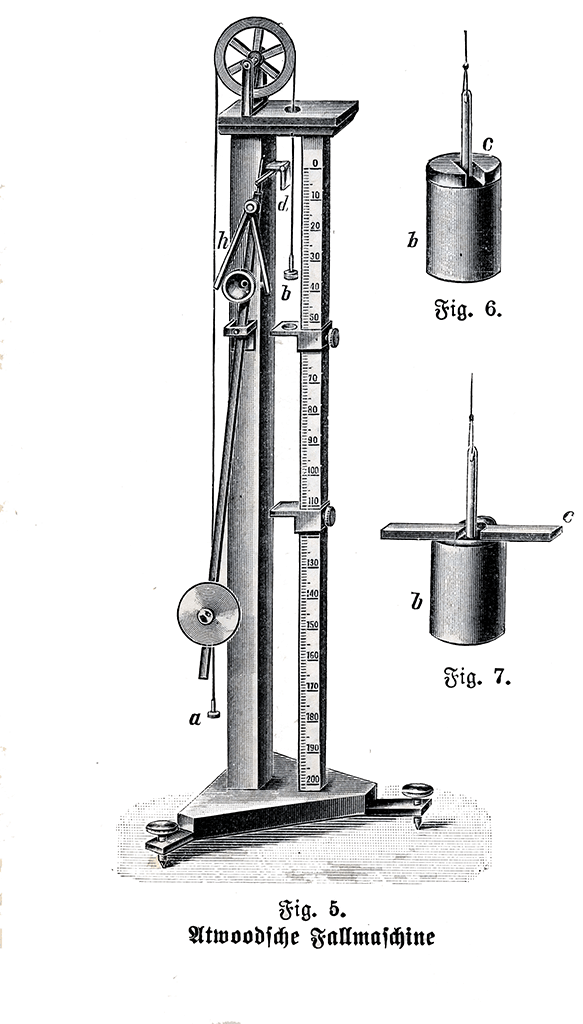
Il·lustració de la màquina d'Atwood, 1905.

La màquina d'Atwood va ser inventada el 1784 per George Atwood com un experiment de laboratori per verificar les lleis mecàniques del moviment uniformement accelerat. La màquina d'Atwood és una demostració comú a les aules usada per il·lustrar els principis de la física, específicament en Mecànica.
La màquina d'Atwood consisteix en dues masses, {\displaystyle m_{1}\;} i {\displaystyle m_{2}\;}, connectades per una corda inelàstica de massa negligible amb una politja ideal de massa negligible.
Quan {\displaystyle m_{1}\;=\ m_{2}}, la màquina està en equilibri neutral sense importar la posició dels pesos.
Quan {\displaystyle m_{2}\;>\ m_{1}} ambdues masses experimenten una acceleració uniforme.

## Equació per a l'acceleració uniforme
Podem obtenir una equació per a l'acceleració usant l'anàlisi de forces.
Ja que estem usant una corda inelàstica amb massa menyspreable i una politja ideal amb massa menyspreable, les úniques forces que hem de considerar són: la força tensió (T) i el pes de les dues masses (mg). Per trobar el {\displaystyle \sum F} hem de considerar les forces que afecten a cada massa per separat
forces que afecten {\displaystyle m_{1}\;}: {\displaystyle T-m_{1}g\;}
forces que afecten {\displaystyle m_{2}\;}: {\displaystyle m_{2}g-T\;}
{\displaystyle \sum F=(m_{2}g-T)+(T-m_{1}g)=g(m_{2}-m_{1})}
Usant la segona Llei de Newton del moviment podem obtenir una equació per a l'acceleració del sistema.
{\displaystyle \sum F=ma}
{\displaystyle a={\sum F \over m}}
{\displaystyle \sum F=g(m_{2}-m_{1})}
{\displaystyle m=(m_{1}+m_{2})\;}
{\displaystyle a=g{m_{2}-m_{1} \over m_{1}+m_{2}}}
[Nota: inversament, l'acceleració deguda a la gravetat (g) es pot obtenir cronometrant el moviment dels pesos i calculant un valor per a l'acceleració uniforme (a).]

## Equació per a la tensió
Potser és útil tenir una equació per la tensió a la corda. Per avaluar la tensió substituïm l'equació per l'acceleració en qualsevol de les dues equacions de força.
{\displaystyle a=g{m_{2}-m_{1} \over m_{1}+m_{2}}}
Per exemple, substituint en {\displaystyle m_{1}a=T-m_{1}g\;}, obtenim
{\displaystyle T=g{2m_{1}m_{2} \over m_{1}+m_{2}}}
La tensió es pot obtenir d'una altra forma d'{\displaystyle m_{2}a=m_{2}g-T\;}

## Equació per a una politja no ideal
Per diferències molt petites de massa i entre m1 i m₂, el moment d'inèrcia (I) sobre la politja de radi r no pot ser menyspreada. L'acceleració angular de la politja ve donada per:
{\displaystyle \alpha ={a \over r}}
En aquest cas, el parell de forces total del sistema es converteix en:
{\displaystyle \tau _{\text{Total}}=\left(T_{2}-T_{1}\right)r=I\alpha -\tau _{\text{fricció}}}

### Implementacions pràctiques
Les il·lustracions originals d'Atwood mostren l'eix de la politja principal descansant sobre la vora de quatre rodes, per minimitzar les forces de fricció dels coixinets. Moltes implementacions històriques de la màquina segueixen aquest disseny.
Un ascensor amb un contrapès s'aproxima a una màquina d'Atwood ideal i d'aquesta manera alleuja al motor conductor de la càrrega d'aguantar la cabina de l'ascensor - ha de vèncer només la diferència entre el pes i la inèrcia de les dues masses. El mateix principi es fa servir per a ferrocarrils amb dos vagons connectats en vies inclinades.